# Визуальная грамотность

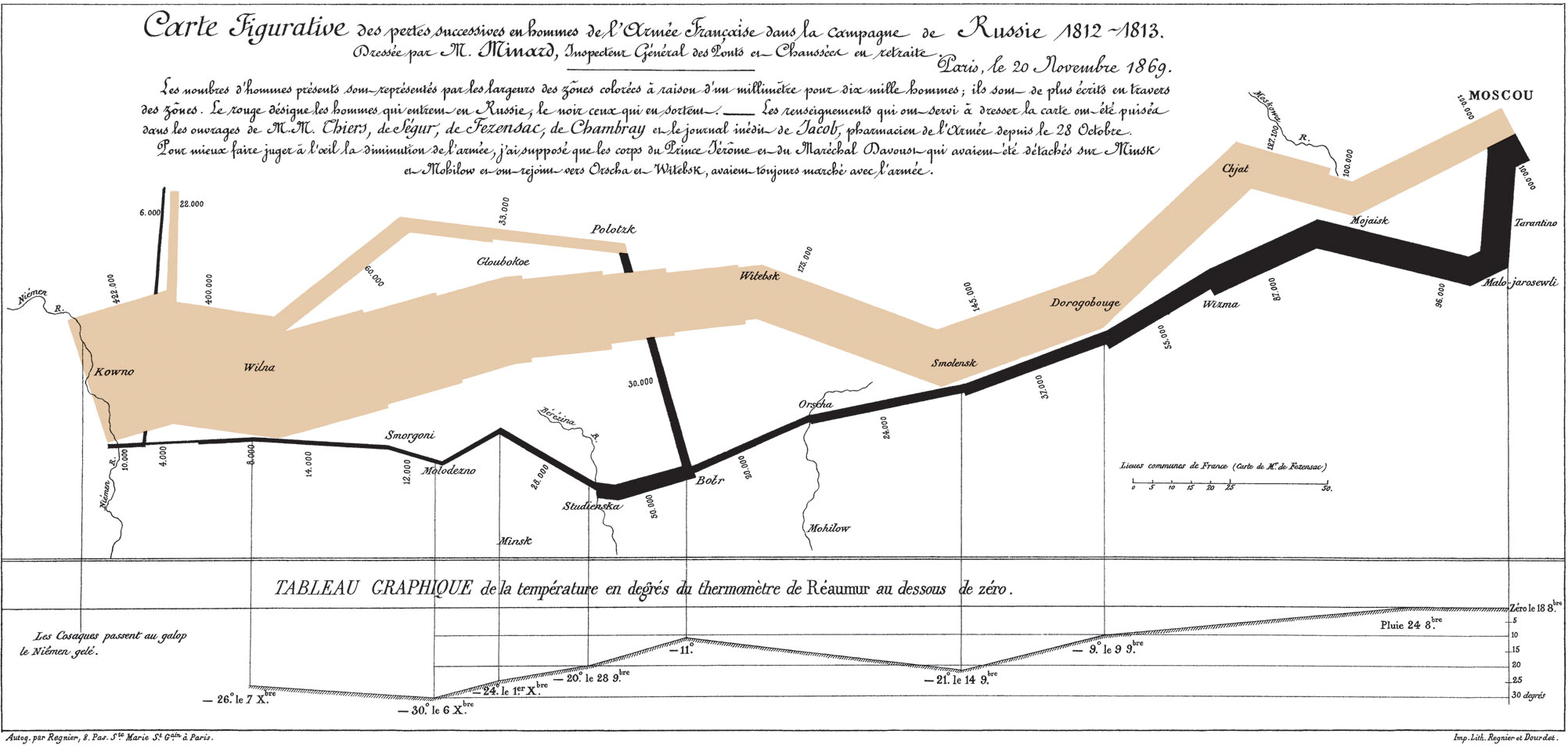
Карта Шарля Жозефа Минара иллюстрирует факты, связанные с русской кампанией Наполеона в 1812 году

Визуальная грамотность — способность интерпретировать, общаться и извлекать смысл из информации, представленной в виде изображения, расширяющая смысл грамотности, обычно означающей интерпретацию письменных или печатных текстов. Визуальная грамотность основывается на идее, что картинки можно «читать» и понимать смысл в процессе такого чтения.

## Исторические предпосылки
Понятие визуальной грамотности не было однозначным в течение достаточно долгого времени. В частности, классические и средневековые теории памяти и обучения уделяли особое внимание тому, как визуальное оформление слов и строк текста сказывалось на запоминании информации. В эпоху Просвещения акцент сместился на развитие чувств; с помощью печатных и рукописных технологий нужно было обучать быстро растущий средний класс. В дополнение к чтению наглядного материала такого, как таблицы и рисунки, многие школьники учились писать и рисовать графические узоры, делавшие их текстовые записи более доступными и легкими для запоминания. В девятнадцатом веке визуальная грамотность являлась одним из основных компонентов национальных систем образования, которые стали появляться в Европе и Северной Америке. Реформаторы образования такие, как сэр Джон Леббок, утверждали, что визуальные средства — схемы и модели должны использоваться в школах.

## Современное понимание визуальной грамотности
Термин «визуальная грамотность» приписывают Джону Дебесу, сооснователю Международной ассоциации визуальной грамотности. В 1969 Дебес предложил определение понятия: «визуальная грамотность относится к группе зрительных компетенций человека и может развиваться в процессе наблюдений и одновременной интеграции увиденного с другим чувственным опытом.» Белая книга, написанная в январе 2004 года, определяет визуальную грамотность как «понимание того, как люди воспринимают объекты, интерпретируют то, что видят, и что они узнают таким образом». Однако, поскольку разные дисциплины, такие как история искусства и критика, риторика, семиотика, философия, информационный дизайн, и графический дизайн используют термин визуальной грамотности, выработка общего определения оспаривается с момента первого появления термина в профессиональных изданиях.
Поскольку технологии развиваются беспрецедентными темпами, педагоги все более активно развивают идею обучения визуальной грамотности как необходимому компоненту жизни в информационную эру. Подобно языковой грамотности (извлечение информации из письменных или устных языковых источников), которую традиционно преподают в школах, грамотность в 21 веке имеет более широкий охват. Педагоги признают важность помощи учащимся в развитии визуальной грамотности для того, чтобы выжить и общаться в крайне сложном мире.

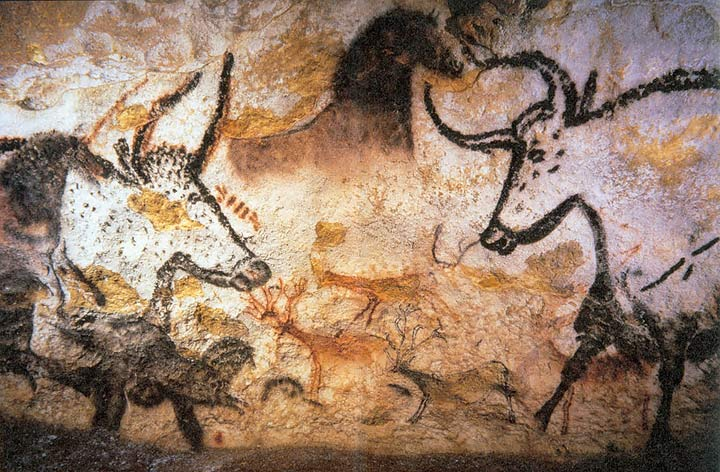
Наскальная живопись в пещере Ласко

Многие ученые из новой лондонской группы, такие как Кортни Кажден, Джеймс Пол Джи, Гюнтер Кресс, и Аллан Люк выступают против дихотомии визуальной грамотности и языковой грамотности. Вместо этого, они подчеркивают необходимость принятия совместного присутствия языковой грамотности и визуальной грамотности как взаимодействующих и переплетающихся подходов, которые дополняют друг друга в процессе понимания смысла.
Визуальная грамотность не ограничивается современными СМИ и новыми технологиями. Графический роман Понимание комикса Скотта Макклауда рассматривает историю повествования в визуальных средствах массовой информации. Кроме этого, животные на рисунках в древних пещерах, например, в пещере Ласко, Франция, считаются ранними формами визуальной грамотности. Следовательно, несмотря на то, что термин визуальной грамотности датируется 1960-ми годами, идея чтения изображений и символов является доисторической.
Визуальная грамотность — это способность оценивать, применять и создавать концептуальные визуальные образы. Способность включает навыки оценки преимуществ и недостатков визуального представления информации, улучшения визуального сообщения, использования для распространения знания, разработки новых способов представления информации. Дидактический подход состоит в использовании визуализации в прикладных условиях, то есть в развитии необходимого критического отношения, понимания принципов, инструментов и получения обратной связи для создания собственной качественной визуализации и решения конкретных задач (проблемное обучение). Для этого необходимо понимание общих черт качественной визуализации в различных областях, а также изучение особенностей визуализации в области специализации (на основе примеров из реальной жизни).
Стандарты визуальной грамотности для преподавания в высшей школе были приняты Ассоциацией научных библиотек и колледжей (ACRL) (США) в 2011 году. Они «разрабатывались в течение 19 месяцев, основываясь на современной литературе и опыте множества профессиональных сообществ и организаций, рассматривались экспертами из более чем 50 институтов и были утверждены ассоциацией».

## В образовании
Существует множество различных форматов визуальной грамотности, а также различные варианты интерпретации визуализации учащимися. Способности к интерпретации развивают вопросы, которые следует задавать при анализе изображений. Например, «Что происходит на этой фотографии?» или «Что приходит на ум при взгляде на эту фотографию?». Это позволяет учащимся начать процесс анализа. Глядя на изображения, учащиеся должны быть в состоянии видеть, понимать, мыслить, создавать и общаться с помощью графических образов. Этому предшествует развитие способности к внимательному наблюдению.
Режиссёр Мартин Скорсезе подчеркивает, что начинать развивать визуальную грамотность следует в раннем возрасте. Это включает в себя изучение средств изображения идей и эмоций, например, влияние на это освещения, выражения эмоционального или физиологического состояния. Визуальная грамотность преподается во многих школах и становится все более популярной темой в последние годы.